# Raketnye vojska strategičeskogo naznačenija
Le Forze missilistiche strategiche della Federazione Russa, o più semplicemente RVSN RF (in russo Ракетные войска стратегического назначения России?, Raketnye vojska strategičeskogo naznačenija), sono un corpo militare indipendente dalle Forze armate russe, istituite il 17 dicembre 1959 come Forze missilistiche strategiche dell'Unione Sovietica o RVSN CCCP, di cui sono discendenti dirette.
Designate per l'impiego di sistemi d'arma nucleari con i quali neutralizzare le strutture militari e le infrastrutture del nemico in caso di attacco di rappresaglia, ad esse è pertanto affidata la gestione dei missili balistici intercontinentali equipaggiati di testate nucleari lanciati dalla terraferma.
Eredi delle Forze missilistiche strategiche sovietiche, esse compongono assieme all'Aviazione di lungo raggio e le unità sottomarine lanciamissili balistici della Marina militare russa la Triade nucleare della Federazione.
Nel maggio 2021, il Ministero della Difesa ha dichiarato che la percentuale di modernizzazione dei sistemi d'arma facenti parte dell'arsenale delle forze missilistiche ha raggiunto quota 86%.

## Storia

### Dissoluzione dell'URSS
Le Forze Missilistiche Strategiche hanno sempre avuto un ruolo molto importante nell'economia complessiva delle forze armate sovietiche. Nel 1991, le forze missilistiche erano composte da ben sei armate, per un totale di 26 divisioni. Queste erano situate in Russia, Ucraina, Bielorussia e Kazakistan. Gli effettivi complessivi raggiungevano i 300.000 uomini.
I missili balistici con base a terra costituivano il nucleo delle forze missilistiche strategiche sovietiche. Infatti, i successi tecnologici in questo campo erano stati enormi: si trattava di sistemi d'arma di pronto impiego, precisi, affidabili e con un'elevata disponibilità operativa. Inoltre, particolare non da poco, avevano dei costi di manutenzione relativamente bassi.
L'elemento terrestre era quindi la punta di diamante della triade strategica sovietica.
Il maggior problema dei sovietici era l'estrema varietà di sistemi utilizzati, con conseguenti problemi di manutenzione. Infatti, la mancata considerazione di fattori militari o economici portò ad uno spreco enorme di risorse.
In seguito alla dissoluzione dell'Unione Sovietica, la Russia ne ereditò tutti i missili nucleari, che le vennero quindi restituiti dalle neonate repubbliche.
- Kazakistan: vi erano due divisioni, per un totale di 104 SS-18. I silos vennero distrutti e i missili e le relative testate in parte smantellati ed in parte trasferiti in Russia nel 1996.
- Ucraina: vi erano due divisioni, che componevano la 43ª Armata. Erano equipaggiate con SS-19 ed SS-24. I silos vennero distrutti e i missili e le testate, in parte smantellati ed in parte restituiti alla Russia.
- Bielorussia: vi erano due divisioni, appartenenti alla 50ª Armata, ognuna con tre reggimenti con rampe mobili di ICBM. Questi sistemi missilistici, invece di essere distrutti, vennero restituiti alla Russia e ridispiegati in altre basi.

Nel 1997, in seguito allo scioglimento delle unità situate fuori dai confini russi, le armate rimaste erano solo quattro, con 19 divisioni. Le armate divennero tre nel 2002, in seguito allo scioglimento della 53ª Armata Missilistica.

## L'organizzazione
In generale, le tre armate sono formate da un numero variabile di divisioni. Ogni armata ha a disposizione uno squadrone di volo indipendente equipaggiato da aerei Ilyushin Il-22 ed Antonov An-26, oltre ad elicotteri Mil Mi-8. Ogni divisione è composta da più reggimenti missilistici e da un reggimento indipendente di elicotteri Mi-8. Queste dotazioni aeree consentono alle unità delle Forze Missilistiche Strategiche di avere una notevole autonomia anche dal punto di vista logistico.
L'organizzazione varia a seconda che i missili siano lanciabili da un silo o da una rampa mobile.

### Unità con lancio da silo
I missili balistici russi che vengono lanciati tramite silo sono gli SS-18, SS-19, buona parte degli SS-27 ed una parte degli RS-24. Questi missili sono inquadrati in reggimenti con un numero di missili variabile (6 nel caso degli SS-18, mentre per gli SS-19, SS-27 ed RS-24 ogni reggimento è formato da 10 missili).
Una base per ICBM da silo è solitamente una zona militare di 60–80 km per 40-50. Gli edifici per il personale, nonché per la manutenzione dei vettori, sono situati in un'area (ploščadka) sul bordo della base. Qui sono stoccati anche eventuali missili non schierati. In quest'area c'è anche un bunker comando sotterraneo. Un altro bunker comando è posizionato nel lato opposto della base.
La base comprende diverse postazioni reggimentali, ognuna con un raggio di 10–15 km. Il numero massimo di reggimenti di cui si ha notizia è di 12 per la stessa divisione.
La postazione reggimentale (pozicionnyj rajon polka) consiste in un bunker comando al centro dell'area, con un certo numero di postazioni per silo (otdel'nyj start). Il bunker comando, dall'esterno, è indistinguibile dalle postazioni di lancio. Le postazioni di lancio sono quadrati di 100 metri di lato. Ogni postazione è sorvegliata da una squadra speciale e, si suppone, da armi laser strategiche come il Peresvet. I missili sono controllati e lanciati dal centro di comando reggimentale. In caso di guerra, il centro di comando reggimentale e le posizioni di lancio possono funzionare in maniera autonoma per 30 giorni.
La capacità operativa è sotto la responsabilità diretta del reggimento. Questa capacità è assicurata grazie ad apposite squadre di tecnici (ogni reggimento ne ha da tre a quattro).

### Unità con lanciatori mobili
I missili balistici russi con sistema di lancio mobile sono gli SS-25, una minima parte degli SS-27 e buona parte degli RS-24. Le divisioni sono composte da un massimo di cinque reggimenti, ognuno dei quali è composto da nove missili.
Vista l'estrema pericolosità di questi sistemi d'arma, il loro dispiegamento è rigidamente regolato dai trattati START. Nello specifico, ogni divisione può essere schierata in un'area di 150–200 km per 150–200 km. Non necessariamente si deve trattare di una zona militare.
Ogni divisione può avere un massimo di cinque postazioni reggimentali. Ogni posizione include una zona dove i lanciatori sono messi permanentemente, che non può avere una superficie superiore ai cinque chilometri quadrati. I lanciatori sono sistemati all'interno di speciali strutture corazzate, chiamate krona. Il lancio può avvenire dall'interno, (i krona hanno il tetto apribile), su una strada oppure su apposite piazzole sistemate nei pressi delle basi. Divisione e reggimento hanno posti di comandi fissi o mobili.
Dal punto di vista tattico, i reggimenti sono divisi in tre “divizion”. Ogni divizion ha un organico di 160 uomini e tre missili. Su tre divizion, il primo ed il secondo vengono mantenuti in stato di costante allerta (il primo all'aperto, il secondo al riparo dei krona), mentre il terzo è tenuto di riserva. In pratica, sono in costante stato di allerta sei lanciatori su nove.
Il dispiegamento all'aperto può avvenire o con il singolo lanciatore, oppure a livello di divizion. La sicurezza durante il dispiegamento e gli spostamenti è garantita da una compagnia di spetznaz. Il tempo di schieramento è di una o due settimane per divizion.
I missili con sistema di lancio mobile sono estremamente pericolosi, perché molto difficili da individuare (anche perché il lancio può avvenire anche lontano dalle strade). Infatti, nonostante tutte le limitazioni al dispiegamento dei lanciatori, secondo fonti americane sarebbe noto solo il 25% delle posizioni di lancio. Spesso, l'unico modo per individuarli sono le spie (cosa che in Siberia è praticamente impossibile, e la maggior parte dei lanciatori sono basati proprio lì).

### Unità con lanciatori ferroviari
Oggi, non esistono più missili con postazioni di lancio ferroviarie. Infatti, l'unico sistema d'arma di questo tipo costruito, l'SS-24 Scalpel, è stato definitivamente radiato nel 2005.
Comunque, i trattati START regolavano in maniera puntuale anche le modalità di dispiegamento di questi missili. Nello specifico, le basi di lancio di questi vettori erano sostanzialmente stazioni ferroviarie circondate da mura. Il binario interno non doveva superare i 20 km lunghezza, e gli ingressi non dovevano essere superiori a due. All'interno di ogni “recinto” non dovevano essere presenti più di cinque treni.
L'SS-24 ferroviario venne costruito in 36 esemplari, inquadrati in tre divisioni, ognuna formata da quattro treni. Ogni treno aveva il nome di BŽRK (Boevoj Železnyj Raketnyj Kompleks: complesso missilistico ferroviario militare): fondamentalmente, si trattava di un treno blindato formato da tre vagoni con altrettanti missili, un vagone con comando e controllo, un vagone generatore di elettricità e due vagoni per il personale. La propulsione era assicurata da due locomotori diesel, soluzione che consentiva di operare anche su linee non elettrificate.
Come detto sopra, tali sistemi d'arma non sono più operativi.

## Composizione
Lo stato delle forze missilistiche strategiche riportato più di recente (gennaio 2020) è il seguente:
- 27ª Armata missilistica delle guardie "Vitebsk", con sede a Vladimir
  -  7ª Divisione missilistica delle guardie "Rēzekne", con 9 RT-2PM Topol' (riequipaggiamento con RS-24 Jars)
  -  14ª Divisione missilistica "Kiev-Žytomyr", con 27 RS-24 Jars
  -  28ª Divisione missilistica delle guardie, con 15 RS-24 Jars in silo
  -  54ª Divisione missilistica delle guardie, con 18 Topol'-M e 18 RS-24 Jars
  -  60ª Divisione missilistica "Taman'-60º Anniversario dell'URSS", con 30 UR-100N Mod.3 e 60 Topol'-M in silo
  - 98º Squadrone di aviazione misto autonomo
- 31ª Armata missilistica, con sede a Orenburg
  -  8ª Divisione missilistica "Melitopol'", con 9 RT-2PM Topol'
  - 13ª Divisione missilistica "Orenburg", con 18 R-36M2 e 4 UR-100N Mod.3 con Avangard
  - 42ª Divisione missilistica "Tagil", con 27 RS-24 Jars
  - 102º Squadrone di aviazione misto autonomo
- 33ª Armata missilistica delle guardie "Beryslav-Kingan", con sede a Omsk
  -  29ª Divisione missilistica delle guardie "Vitebsk", con 27 RS-24 Jars
  -  35ª Divisione missilistica, con RT-2PM Topol' e RS-24 Jars (riequipaggiamento con RS-24 Jars)
  -  39ª Divisione missilistica delle guardie "Gluchov", con 27 RS-24 Jars
  -  62ª Divisione missilistica "Užur-60º Anniversario dell'URSS", con 28 R-36M2 in silo
  - 105º Squadrone di aviazione misto autonomo

## Arsenale nucleare

### Missili in servizio
Dal 2020, le forze missilistiche strategiche sono equipaggiate con i seguenti sistemi d'arma intercontinentali:
| Nome         | Immagine | Origine | Tipo          | Versione      | Gittata   | Testate (max)       | In servizio (al 2020)                     | Note                                                       |
| ------------ | -------- | ------- | ------------- | ------------- | --------- | ------------------- | ----------------------------------------- | ---------------------------------------------------------- |
| UR-100N      |          | URSS    | ICBM con MARV | UR-100N Mod.3 | 10.000 km | 6                   | 30                                        | 4 UR-100N equipaggiati con il velivolo ipersonico Avangard |
| R-36M2       |          | URSS    | ICBM con MIRV | R-36M2        | 15.000 km | 10                  | 46                                        |                                                            |
| RS-28 Sarmat |          | Russia  | ICBM con MIRV | RS-28         | 18.000 km | 15 oppure 24 (MIRV) | > 1                                       | in servizio dal settembre 2023                             |
| RS-24 Jars   |          | Russia  | ICBM con MIRV | Jars Jars-S   | 10.000 km | 4                   | > 16 (in silos) > 135 (lanciatore mobile) |                                                            |

### Missili in sviluppo
- RS-26 Rubež (nome in codice NATO: SS-X-31 Sickle D); in servizio dal 2018.

### Missili dismessi

#### Missili balistici a medio raggio
- R-12 Dvina (nome in codice NATO: SS-4 Sandal); in servizio dal 1959 al 1993
- R-14 Čusovaja (nome in codice NATO: SS-5 Skean); in servizio dal 1962 al 1984
- RSD-10 Pioner (nome in codice NATO: SS-20 Saber); in servizio dal 1976 al 1988

#### Missili balistici intercontinentali
- R-7 Semërka (nome in codice NATO: SS-6 Sapwood); in servizio dal 1959 al 1968
- R-9 Desna (nome in codice NATO: SS-8 Sasin); in servizio dal 1964 al 1976
- R-16 (nome in codice NATO: SS-7 Saddler); in servizio dal 1961 al 1976
- UR-200 (nome in codice NATO: SS-10 Scrag); in servizio dal 1963 al 1964
- UR-100 (nome in codice NATO: SS-11 Sego); in servizio dal 1967 al 1994
- MR-UR-100 (nome in codice NATO: SS-17 Spanker); in servizio dal 1975 al 1991
- RT-20P (nome in codice NATO: SS-15 Scrooge); in servizio dal 1961 al 1962
- RT-2 (nome in codice NATO: SS-13 Savage); in servizio dal 1972 al 1996
- RT-21 Temp (nome in codice NATO: SS-16 Sinner); in servizio dal 1976 al 1986
- RT-23 Molodec (nome in codice NATO: SS-24 Scalpel); in servizio dal 1987 al 2005
- RT-2PM Topol' (nome in codice NATO: SS-25 Sickle); in servizio dal 1988 al 2023
- RT-2PM2 Topol'-M (nome in codice NATO: SS-27 Sickle B); in servizio dal 1997 al 2023

## Dottrina Nucleare
La dottrina nucleare vigente fino al 2023 prevedeva l'uso di armi atomiche soltanto "in risposta a un'aggressione su larga scala con armi convenzionali in situazioni critiche per la Federazione Russa e per i suoi alleati". 
In un'intervista del 14 ottobre 2023 al periodico russo Izvestia, Nikolaj Patrušev, segretario del Consiglio di Sicurezza della Russia, ha dichiarato che tale dottrina sta per essere mutata per consentire l'uso delle armi nucleari nei confronti di un Paese che non sia una potenza nucleare, aderente al Trattato di non proliferazione nucleare, nel caso di un'invasione o di un qualsiasi altro attacco contro la Russia, il suo territorio, le sue forze armate oppure i suoi alleati. La nuova dottrina militare distingue guerre su larga scala, regionali e locali ed abilita all’uso di armi nucleari in queste ultime due tipologie. Essa fornisce la “flessibilità di utilizzare armi nucleari a seconda della situazione e delle intenzioni del nemico” e non esclude attacchi nucleari preventivi in situazioni critiche per la Russia e la sua sicurezza nazionale.